# Ribnica (rzeka)
Ribnica – rzeka w południowej części Czarnogóry, lewy dopływ Moračy. Latem Ribnica całkowicie wysycha. Ujście Ribnicy do Moračy znajduje się w Podgoricy, między mostem Blaža Jovanovića a dzielnicą Stara Varoš.